# Mille-Isles (conseil législatif)
Ne doit pas être confondu avec Mille Isles (division sénatoriale canadienne).
Division du Conseil législatif du Québec
Mille-Isles est une division du Conseil législatif du Québec ayant existé de 1867 à 1968. Elle est abolie en même temps que le Conseil législatif lui-même.
Une division portant le même nom et partageant le même territoire est représentée au Sénat du Canada. 

## Liste des conseillers législatifs
| Années | Années      | Conseiller législatif               | Parti        | Nommé par  | Sur avis de |
| ------ | ----------- | ----------------------------------- | ------------ | ---------- | ----------- |
|        | 1867 - 1879 | Félix-Hyacinthe Lemaire             | Conservateur | Belleau    | Chauveau    |
|        | 1880 - 1882 | Jean-Baptiste Lefebvre de Villemure | Conservateur | Robitaille | Chapleau    |
|        | 1882 - 1883 | Alexandre Lacoste                   | Conservateur | Robitaille | Chapleau    |
|        | 1883 - 1888 | Charles Champagne                   | Conservateur | Robitaille | Mousseau    |
|        | 1888 - 1899 | David Marsil                        | Libéral      | Angers     | Mercier     |
|        | 1900 - 1908 | François-Xavier Mathieu             | Libéral      | Jetté      | Marchand    |
|        | 1908 - 1941 | Hector Champagne                    | Libéral      | Pelletier  | Gouin       |
|        | 1942 - 1964 | Francis Lawrence Connors            | Libéral      | Fiset      | Godbout     |
|        | 1964 - 1968 | Lionel Bertrand                     | Libéral      | Comtois    | Lesage      |